# Regatul Lombardia-Veneția

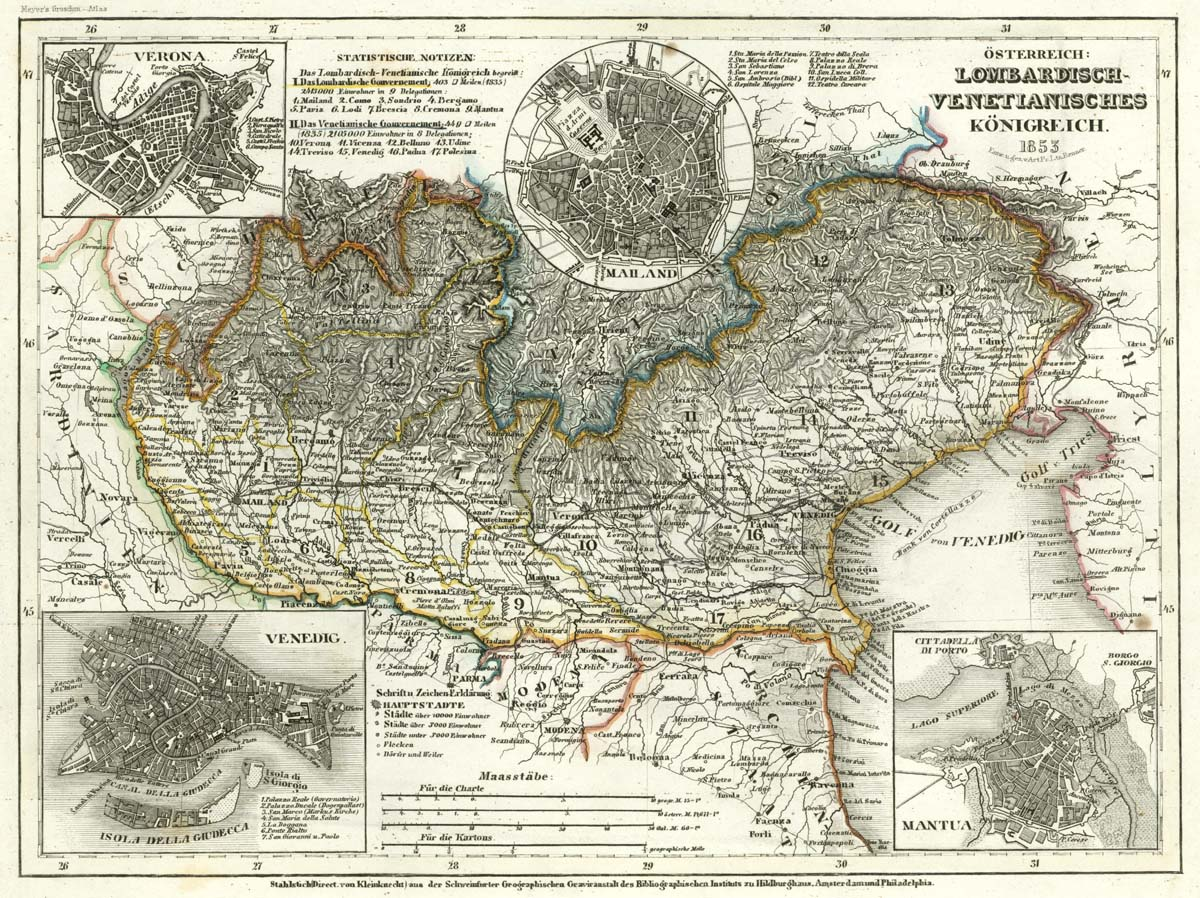
Lombardia-Veneția și principalele orașe ale Regatului

Regatul Lombardia-Veneția (italiană Regno Lombardo-Veneto, germană Königreich Lombardo–Venetien) a fost creat la Congresul de la Viena în semn de recunoaștere a drepturilor Casei de Habsburg-Lorena asupra Lombardiei și a fostei Republica Veneția după Regatul napoleonian al Italiei, proclamat în 1805, care s-a prăbușit. Regatul a fost condus zi de zi de viceregi numiți de către Curtea Imperială din Milano și Veneția.

## Conducători

### Viceregi
- Heinrich al XV-lea, Prinț de Reuss-Plauen 1814–1815
- Contele Friedrich Heinrich von Bellegarde 1815–1816
- Arhiducele Anton Victor de Austria 1816–1818
- Arhiducele Rainer Joseph de Austria 1818–1848
- Contele Joseph Radetzky von Radetz 1848–1857
- Arhiducele Maximilian de Austria 1857–1859
- Ferencz Gyulai 1859

### Guvernatori ai Lombardiei
- Heinrich Johann Bellegarde 1814–1816
- Francesco Saurau 1816–1818
- Giulio Strassoldo di Sotto 1818–1830
- Franz Hartig 1830–1840
- Robert von Salm-Reifferscheidt-Raitz 1840–1841
- Johann Baptist Spaur 1841–1848
- Maximilian Karl Lamoral O'Donnell 1848 (interimar)
- Felix von Schwarzenberg 1848
- Franz Wimpffen 1848 (interimar)
- Alberto Montecuccoli-Laderchi 1848–1849 (interimar)
- Karl Borromäus Philipp zu Schwarzenberg 1849–1850 (interimar)
- Michele Strassoldo-Grafenberg 1851–1857 (cu titlu de Locotenent al Lombardiei)
- Friedrich von Burger 1857–1859

### Guvernatori ai Veneției
- Peter Goëss 1815–1819
- Ferdinand Ernst Maria von Bissingen-Nippenburg 1819–1820
- Carlo d'Inzaghi 1820–1826
- Johann Baptist Spaur 1826–1840
- Aloys Pállfy de Erdöd 1840–1848
- Ferdinand Zichy zu Zich von Vasonykeöy 1848 (interimar)
- Laval Nugent von Westmeath 1848–1849 (guverator militar)
- Karl von Gorzowsky 1849
- Stanislaus Anton Puchner 1849–1850
- Georg Otto von Toggenburg-Sargans 1850–1855
- Kajetan von Bissingen-Nippenburg 1855–1860
- Georg Otto von Toggenburg-Sargans 1860–1866 (a doua oară)

### Împărați
| Nume                     | Durată de viață                                | Încoronare       | Sfârșit domnie               | Note                    | Familia           | Imagine                     |
| ------------------------ | ---------------------------------------------- | ---------------- | ---------------------------- | ----------------------- | ----------------- | --------------------------- |
| Francis I                | 12 februarie 1768 – 2 martie 1835 (67 de ani)  | 9 iunie 1815     | 2 martie 1835                |                         | Habsburg-Lorraine | Francis I de Austria        |
| Ferdinand I - the Benign | 19 aprilie 1793 – 29 iunie 1875 (82 de ani)    | 2 martie 1835    | 2 decembrie 1848 (abdicated) | Fiu al lui Francis I    | Habsburg-Lorraine | Ferdinand I de Austria      |
| Francis Joseph I         | 18 august 1830 – 21 noiembrie 1916 (86 de ani) | 2 decembrie 1848 | 12 octombrie 1866 (deposed)  | Nepotul lui Ferdinand I | Habsburg-Lorraine | Francis Joseph I de Austria |